# Arno Schüller
Arno Schüller (* 16. November 1908 in Friedrichsgrün bei Zwickau; † 27. Februar 1963 in Heidelberg) war Geologe und Professor für Petrografie und Mineralogie.

## Leben und Werk
Aus einfachen Verhältnissen in dem Arbeiterdorf Friedrichsgrün entstammend, „erscheint er mit 11 Jahren mit einem Rucksack auf dem Rücken vor dem Direktor der Oberschule im benachbarten Zwickau und bittet, dass er  in die Schule aufgenommen wird. Er setzt seinen Willen durch und beginnt unbeirrbar seinen Weg.“
Ein Stipendium der Studienstiftung des Deutschen Volkes ermöglichte ihm 1929 die Aufnahme des Studiums der Naturwissenschaften in Leipzig. Hier wurde er Mitglied der Studentenverbindung Landsmannschaft Hercynia. Sein ursprüngliches Berufsziel Lehrer gab er aber nach dem Wechsel nach Göttingen auf und konzentrierte sich auf Mineralogie. 1933 wurde er Assistent am Leipziger Institut für Mineralogie, promovierte dort 1934 und legte im selben Jahr in Berlin die Staatsprüfung als Diplomgeologe ab.
Schüller entwickelte die deskriptiven Auffassungen seines akademischen Lehrers Karl Hermann Scheumann (1881–1964) weiter, indem der die thermodynamischen Gesetzmäßigkeiten der Petrogenese ins Spiel brachte unter besonderer Berücksichtigung der Mineralsynthesen bei hohen Drucken und hohen Temperaturen.
Bei einem Forschungsunternehmen in Spanien erreichte ihn 1939 die Einberufung zur Wehrmacht. Im Dienstrang eines Oberleutnants nahm er bis 1944 an Kampfeinsätzen an der Ostfront teil. In diesem Jahr wurde er freigestellt, um in Heidenau bei Dresden ein Labor für Mineralsynthesen einzurichten, in dem es gelang, künstlichen Asbest herzustellen.
1947 wurde ihm die Leitung der mineralogisch-petrologischen Abteilung an der Staatlichen Geologischen Kommission in Berlin übertragen. In dem folgenden Lebensabschnitt entstand der größte Teil seiner wissenschaftlichen Schriften, insbesondere auf dem Gebiet der Lagerstättenkunde und Sedimentpetrographie. Die Humboldt-Universität zu Berlin beauftragte ihn ab 1952 mit Vorlesungen und Übungen am Mineralogischen Institut.
1958 wird er für ein Jahr als Gastprofessor der Academia Sinica nach Peking berufen, 1960 als Ordinarius für Mineralogie an die Universität Heidelberg. 1955 war er zum Ordentlichen Mitglied der Deutschen Akademie der Wissenschaften zu Berlin gewählt worden,  desgleichen 1959 in die Leopoldina in Halle/Saale.

## Werke (Auswahl)
- Die Eigenschaften der Minerale. Teil 1: Die äusseren Kennzeichen, insbesondere die erz- und gesteinsbildenden Minerale. Akademie-Verlag, Berlin 1950.
- Die Eigenschaften der Minerale. Teil 2: Mineralchemische Tabellen und qualitativ-chemische Nachweisverfahren. Akademie-Verlag, Berlin 1954.